# Червоїд
Червоїд (Vermivora) — рід горобцеподібних птахів родини піснярових (Parulidae). Представники цього роду мешкають в Америці.

## Види
Виділяють три види:
- Червоїд жовтий (Vermivora bachmanii)[4]
- Червоїд золотокрилий (Vermivora chrysoptera)
- Червоїд жовтоголовий (Vermivora cyanoptera)

За результами молекулярно-філогенетичного дослідження, яке показало поліфілітичність роду Vermivora, низку видів, яких раніше відносили до цього роду, було переведено до новоствореного роду Leiothlypis.

## Етимологія
Наукова назва роду Vermivora походить від сполучення слів лат. vermis — черв'як і vorus — той, хто їсть.